# Rubus schorleri
Rubus schorleri är en rosväxtart som först beskrevs av Artzt och H.Hofm., och fick sitt nu gällande namn av Heinrich E. Weber. Rubus schorleri ingår i släktet rubusar, och familjen rosväxter. Inga underarter finns listade i Catalogue of Life.